# ラームナーミー・サマージ

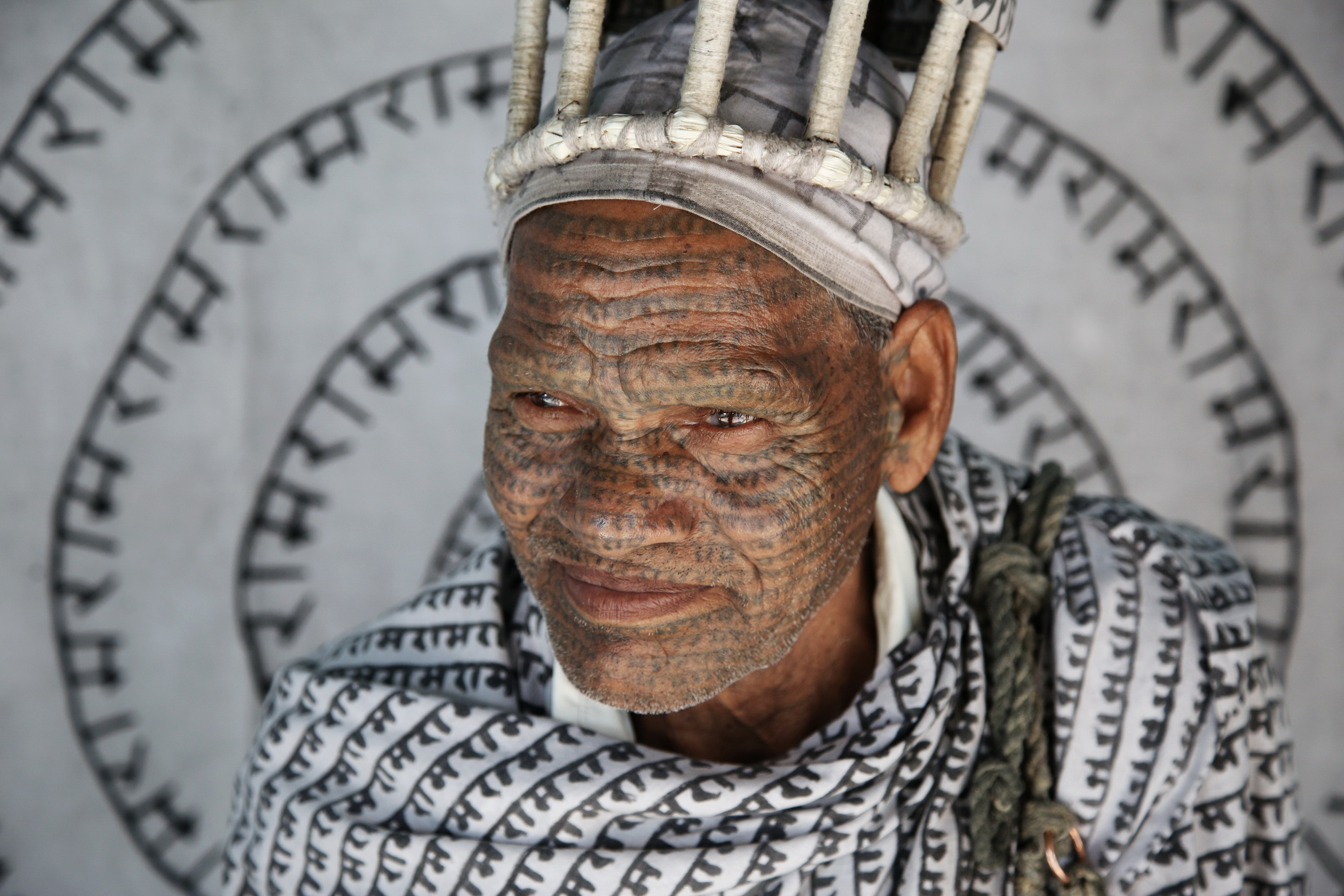
ラームナーミー・サマージの長老（elder）のひとり。2024年撮影。

ラームナーミー・サマージ（ヒンディー語: रामनामी समाज、Rāmnāmī Samāj）は、ヒンドゥー教の一分派である。1890年代にパラスラーム（Parasurām）により創設された宗派である。信徒はもっぱら不可触民であり、主にチャッティースガル州で盛んである。ラーマ神を崇拝するために「राम」と書かれたショールを羽織り、全身に入れ墨を刻む。

## 歴史
ラームナーミー・サマージは、チャンバル（皮革を扱う不可触民カースト）であるパラスラームによって創設された。1870年代に生まれた彼は、自らのカーストを理由に寺院への参詣を拒否されたことに抵抗すべく、入れ墨を刻んだ。彼はおもえらくは自らの額に「राम」の文字を刻んだはじめての人物と信じられており、1890年代にこの宗派を創設したと考えられている。ラムダス・ラム（Ramdas Lamb）によれば、この宗派は15世紀のバクティ運動（神への絶対的帰依を重視するヒンドゥー教の宗教運動）の延長線上にある。
1910年、ラームナーミーの信徒は「ラーマ」の名称の使用権を巡る、上位カーストを相手どった訴訟に勝訴した。遅くとも1980年代後半には、入れ墨を刻んだ信徒は「カーストが明らかである」ために寺院への参詣を拒否されるようになっていた。

## 実践
ラームナーミーの信徒は禁酒・禁煙を守り、毎日「ラーマ」の名前を唱える。また、身体に「राम」の文字を入れ墨として刻み、「राम」と記されたショールを羽織るほか、孔雀の羽根でつくられた被り物をつける。全身に入れ墨を刻んだ信徒は purnanakshik と呼ばれ、高齢者に多い。若い信徒は差別や就労の制限を恐れ、入れ墨を刻まない。信徒は12月から1月、収穫期の終わりに、チャッティースガル州ライプール県の Sarsiwa村で開かれる、3日間の祭りである Bhajan Mela に参加する。ここで信徒は jayostambh とよばれる、ラーマの名前を刻んだ白い柱を立て、『ラームチャリトマーナス』の詩句を唱える。

## 規模
ラームナーミーの信徒は統計上はヒンドゥー教に含まれるため、信徒の規模に関する正確な情報はないものの、2017年の記事によれば、サマージの長老は Bhajan Mela への参列者から、その規模は20,000人程度であろうと推計している。また、100,000人程度であろうと推計する者もいる。信徒はチャッティースガル州のマハナディ川沿いの村落に多く、一部はマハーラーシュトラ州・オリッサ州の州境の村落にも居住する。